# Desaturasen
Desaturasen sind Enzyme, die Elektronen von einem Molekül auf ein anderes übertragen können und dabei das Substrat  entsättigen (lat. saturare = sättigen), also eine Mehrfachbindung „einbauen“. Weil sie ein Molekül oxidieren und ein anderes dabei reduzieren, gehören sie zu der Proteinfamilie der Oxidoreduktasen. 
In organischen Molekülen nennt man einfache Bindungen gesättigt, weil die an der Bindung beteiligten Atome keine weiteren Bindungen eingehen können. Doppel- und Dreifachbindungen hingegen nennt man ungesättigt (hier können die beteiligten Atome noch weitere Bindungen eingehen).
Vor allen Dingen führen Desaturasen Doppelbindungen in Fettsäuren ein, aber auch in andere Moleküle mit langen Kohlenwasserstoffketten, wie zum Beispiel Carotin.
Desaturasen werden mit der Position, an der sie desaturieren, bezeichnet.
Menschen fehlt zum Beispiel die Δ-12-Desaturase (also die Desaturase, die Fettsäuren an der 12-Position reduziert). Daher ist Linolsäure, die dort eine Doppelbindung hat (insgesamt zwei, eine an 9- und eine an 12-Position), eine essentielle Fettsäure, denn sie kann nicht vom Körper selbst gebildet werden.

## Schematische Reaktionsgleichung
Fettsäure + Elektronen-Donator (reduziert) + O2 + 2 H+ → Fettsäure mit einer Doppelbindung + Elektronen-Donator (oxidiert) + 2 H2O